# 高 (土地生産力)
高（たか）とは中世から近世にかけての日本で行われた、年貢または見積穫稲の多少によって土地の価値を示す名称である。
『古事類苑』によるとタケと同じで、高下、長短、多少、軽重などの総量を示すものであった。しかし前近代社会では年貢または見積もり収穫量の多少によってその土地の面積を示すのが一般的であり、それが貫高・永高・石高などである。

## 歴史

### 中世
荘園制においては土地の広さを町段歩で表示し、その面積・等級に基づいて年貢公事が徴収されたが、鎌倉時代末から次第に荘園の収取体制が崩壊し、代銭納の普及とともに、土地はそこから納める銭貨の高、すなわち貫高で表示されるようになり、鎌倉～室町時代は収穫米の価格を換算して何貫文の土地と言われるようになった。
この貫高制においては同じ一貫文の土地でも面積は不定で、一段の場合もあれば二段の場合もあった。
この時代、土地の価値は年貢の収納高＝貫高であった。
また、戦国時代に入ると明の永楽通宝が関東を中心に普及し、良貨として選ばれた。年貢公事も永楽銭で徴収されることが多くなり、貫高は永高と変わった。永高はしかし貫高の一種であり、貫高制・永高制は極めて簡便だったが、全体の穫稲量すなわち生産高や耕地農民の取り分の考慮がないという欠点があった。
そこで石高制が登場することになる。

### 近世
豊臣秀吉はまず「天正の石直し」と呼ばれる改革で石高を知行表示基準として諸大名・家臣・寺社などの格式を統一的に示すものとして用いた。
太閤検地ではこれまでの貫高・永高を廃し、田畠屋敷一筆毎に丈量し面積を把握、石盛して斗代、すなわち単位面積の生産高を測定し、面積に応じて文米、すなわち石高とした
石高は貫高とは違い、見積穫稲（生産高）である。石高制においては農民の保有地、それら一村限りを合計した村高も、大名やその家臣の知行地もすべて石高で表示された。しかもそれは年貢諸役賦課の基準となり各大名やその家臣の家格・軍役負担の基準となった。
石高制において、村内ないし領内の土地から算出する米の総上り高は「草高」、領主が実際に年貢として徴収する分を「現石」と呼んだ。
諸大名の石高中幕府への軍役奉仕の基準となるのは「朱印高（表高）」で、それとは別に領内検地に基づく貢賦課の基準である「内高」があった。地域によって石高が年貢高になる場合や、逆に収穫高を遥かに上回る場合もあり、表高と内高の乖離は新田開発や隠し田の摘発、荒引きなどによる内高の増減によって深まっていった。
そこに知行中心の擬制的石高制（尾張藩の概高（ならしだか）、松江藩の今高、岡山藩の直高、小倉藩の四ツ高、仙台藩の四一高など）が登場する。これらは年貢から逆算して知行高や賦役量などを計算する方法である。
その他、土地整理や石盛決定の都合で多くの名目があり、『地方凡例録』には反高、抓高（つかみだか）、無地高、色高、野高、海高、山高、桑高、楮高除地高（こうぞたかのぞきちたか）、除高（のぞきだか）、込高、延高等多くが挙げられている。各藩の事例を細かく調べ上げればその地域差と時代さは更に多様となりうる。
石高制は貫高・永高制よりも厳密で合理的な社会経済制度で、農民の保有高・年貢負担から大名の知行高・軍役負担・家格の基準に至るまでを為し、幕藩体制の根幹であった。
しかしながら享保の改革期に有毛検見取法（ありげけみどりほう）が採用され、石盛は実質的に無視されて、年貢徴収基準としての石高制は形骸化した。
やがて幕府は倒れ、新政府の政策の下、明治6年（1873年）、地租改正を期に高は完全に廃されて用いられなくなった。